# Saint-Jacut-les-Pins
Saint-Jacut-les-Pins è un comune francese di 1 815 abitanti situato nel dipartimento del Morbihan nella regione della Bretagna.
Prende il nome da san Giacuto, di cui la chiesa parrocchiale conserva le reliquie. Vi si trova la casa-madre delle religiose insegnanti del Sacro Cuore di Gesù.

## Società

### Evoluzione demografica
Abitanti censiti